# Konstantin Konstantinowitsch Kokkinaki

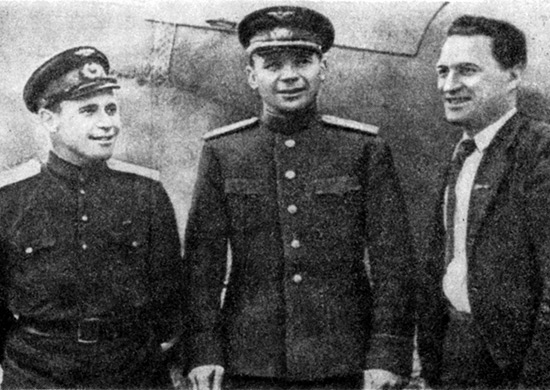
Konstantin Kokkinaki (rechts)

Konstantin Konstantinowitsch Kokkinaki (russisch Константин Константинович Коккинаки; * 11. März 1910 in Noworossijsk; † 4. März 1990 in Moskau) war ein sowjetischer Testpilot.

## Leben
Kokkinaki war im Sino-Japanischen Krieg 1939–40 als Kampfpilot eingesetzt und erzielte dabei 7 Abschüsse in 166 Einsätzen. Im Zweiten Weltkrieg erzielte er insgesamt 7 Abschüsse.
Von 1951 bis 1967 war er Testpilot für das OKB MiG und führte unter anderem Versuche mit den Typen Mikojan-Gurewitsch MiG-17, Mikojan-Gurewitsch MiG-19 und Mikojan-Gurewitsch MiG-21 durch. International bekannt wurde er, als er am 30. September 1960 mit der Je-66, einer Rekordversion der MiG-21, den Geschwindigkeitsweltrekord über eine geschlossene Strecke von 100 km mit 2148,66 km/h in die Sowjetunion holte. Dafür erhielt er am 18. Oktober 1961 die Médaille Henry de La Vaulx der Fédération Aéronautique Internationale.
Für seine Verdienste wurde Konstantin Kokkinaki als Held der Sowjetunion ausgezeichnet. Dreimal wurde ihm der Leninorden verliehen.
Er ist der Bruder von Wladimir Konstantinowitsch Kokkinaki.